# Enterprise (Utah)
Enterprise es una población del condado de Washington, estado de Utah, Estados Unidos. Según el censo de 2000, tenía una población de 1.285 habitantes, con un incremento del 37.3% respecto a 1990, cuando contaba con 936 habitantes.

## Geografía
Enterprise se encuentra en las coordenadasis 37°34′16″N 113°43′5″O / 37.57111, -113.71806, al lado sur del Great Basin, a una altitud de 1.621 metros.
Según la oficina del censo de Estados Unidos, la población tiene una superficie total de 7,5 km². Carece de superficie cubierta de agua.
Enterprise es la población más cercana a la montaña Mountain Meadows. El 17 de noviembre de 1902, el terremoto del Pine Valley, de 6 grados en la escala Richter, tuvo su epicentro a unos 30 km de Enterprise.

## Demografía
Según el censo de 2000, había 1.285 habitantes, 378 casas y 317 familias residían en la ciudad. La densidad de población era 170,5 habitantes/km². Había 454 unidades de alojamiento con una densidad media de 60,2 unidades/km².
La máscara racial de la ciudad era 95,25% blanco, 2,49% indio americano, 0,23% asiático, 0,78% de otras razas y 1,25% de dos o más razas. Los hispanos o latinos de cualquier raza eran el 1,17% de la población.
Había 378 casas, de las cuales el 49,5% tenía niños menores de 18 años, el 73,8% eran matrimonios, el 7,4% tenía un cabeza de familia femenino sin marido, y el 16,1% no eran familia. El 15,1% de todas las casas tenían un único residente y el 9,3% tenía sólo residentes mayores de 65 años. El promedio de habitantes por hogar era de 3,40 y el tamaño medio de familia era de 3,82.
El 40,0% de los residentes era menor de 18 años, el 8,9% tenía edades entre los 18 y 24 años, el 21,3% entre los 25 y 44, el 18,0% entre los 45 y 64, y el 11,8% tenía 65 años o más. La media de edad era 26 años. Por cada 100 mujeres había 100,8 hombres. Por cada 100 mujeres de 18 años o más, había 101,8 hombres.
El ingreso medio por casa en la ciudad era de 35.694$, y el ingreso medio para una familia era de 38.500$. Los hombres tenían un ingreso medio de 31.905$ contra 16.354$ de las mujeres. Los ingresos per cápita para la ciudad eran de 13.858$. Aproximadamente el 4,3% de las familias y el 6,1% de la población estaban por debajo del nivel de pobreza, incluyendo el 4,8% de menores de 18 años y el 5,0% de mayores de 65.